# Jude Law
David Jude Heyworth Law (Londres, 29 de dezembro de 1972) é um ator britânico. Começou a atuar no National Youth Music Theatre. Em 2000 recebeu o prêmio BAFTA de Melhor Ator Coadjuvante pela sua atuação em The Talented Mr. Ripley, que também lhe rendeu uma indicação ao Oscar. Em 2004, recebeu uma segunda indicação, como Melhor Ator por Cold Mountain, e foi eleito o homem mais bonito do mundo pela revista People. No cinema, teve papéis de destaque filmes como Gattaca (1997), A.I. Artificial Intelligence (2001), Road to Perdition (2002), Closer (2004), The Holiday (2006), Sherlock Holmes (2009), Hugo (2011), Anna Karenina (2012), The Grand Budapest Hotel (2014), King Arthur: Legend of the Sword (2017), Fantastic Beasts: The Crimes of Grindelwald (2018) e Captain Marvel (2019). Em 2016 protagonizou a série The Young Pope, transmitida pela HBO.
Jude Law tem também uma carreira de sucesso no teatro, participando com frequência em peças no West End em Londres e na Broadway em Nova Iorque e já recebeu três indicações para os prêmios Olivier e duas para os prêmios Tony.

## Primeiros anos
Jude Law nasceu no bairro de Lewisham, no sul de Londres, filho dos professores Margaret Anne e Peter Robert Law. Tem uma irmã mais velha, Natasha, que é pintora e designer. Jude cresceu em Blackheath, no bairro de Greenwich. Aos 13 anos juntou-se ao National Youth Music Theatre, onde protagonizou várias peças de teatro. Aos 16 anos, abandonou os estudos depois de conseguir um papel na telenovela britânica Families.

## Carreira

### 1980-1990
A carreira de Jude Law começou no teatro. Um dos seus primeiros grandes sucessos surgiu quando tinha apenas 16 anos com a peça The Ragged Child, onde desempenhou vários papéis. Depois de ser premiada no Festival Fringe em Edimburgo, a peça foi transmitida na televisão pela BBC. Jude recebeu a sua primeira indicação para os prêmios Olivier pelo seu papel de Michael na peça tragicômica Les Parents terribles, apresentada no West End. O papel valeu-lhe ainda um Ian Charleston Award.
O sucesso da peça levou a que fosse transferida para a Broadway em 1995. Aí, Jude contracenou com Kathleen Turner, Roger Rees e Cynthia Nixon e foi indicado para o seu primeiro prêmio Tony.
O papel que tornou Jude conhecido do público britânico surgiu em 1994 com Shopping, um filme de crime britânico onde contracenou com a sua futura esposa, Sadie Frost.
Três anos mais tarde, Law consolidou o seu sucesso com o filme Wilde, um biopic sobre o famoso escritor irlandês Oscar Wilde protagonizado por Stephen Fry. No filme interpreta Lord Alfred "Bosie" Douglas, o jovem e glamoroso amante de Oscar Wilde, um papel que foi bastante elogiado e que lhe valeu o prêmio de Ator Mais Promissor nos Evening Standard British Film Awards. Ainda nesse ano, interpretou o papel de uma ex-estrela da natação incapacitada no filme de ficção científica Gattaca de Andrew Niccol e o jovem assassinado pela personagem de Kevin Spacey no filme Midnight in the Garden of Good and Evil de Clint Eastwood.
1999 foi mais um ano de sucesso para o ator graças ao filme The Talented Mr. Ripley, um thriller psicológico escrito e dirigido por Anthony Minghella Jude Law é um dos protagonistas do filme, em conjunto com Matt Damon e Gwyneth Paltrow, e desempenha no papel de Dickie Greenleaf. O filme teve críticas bastante positivas e recebeu cinco indicações para os Óscares no ano seguinte, incluindo uma indicação para Jude Law na categoria de Melhor Ator Coadjuvante. O ator foi ainda indicado para os Globos de Ouro e venceu um BAFTA na mesma categoria.

### 2000-presente

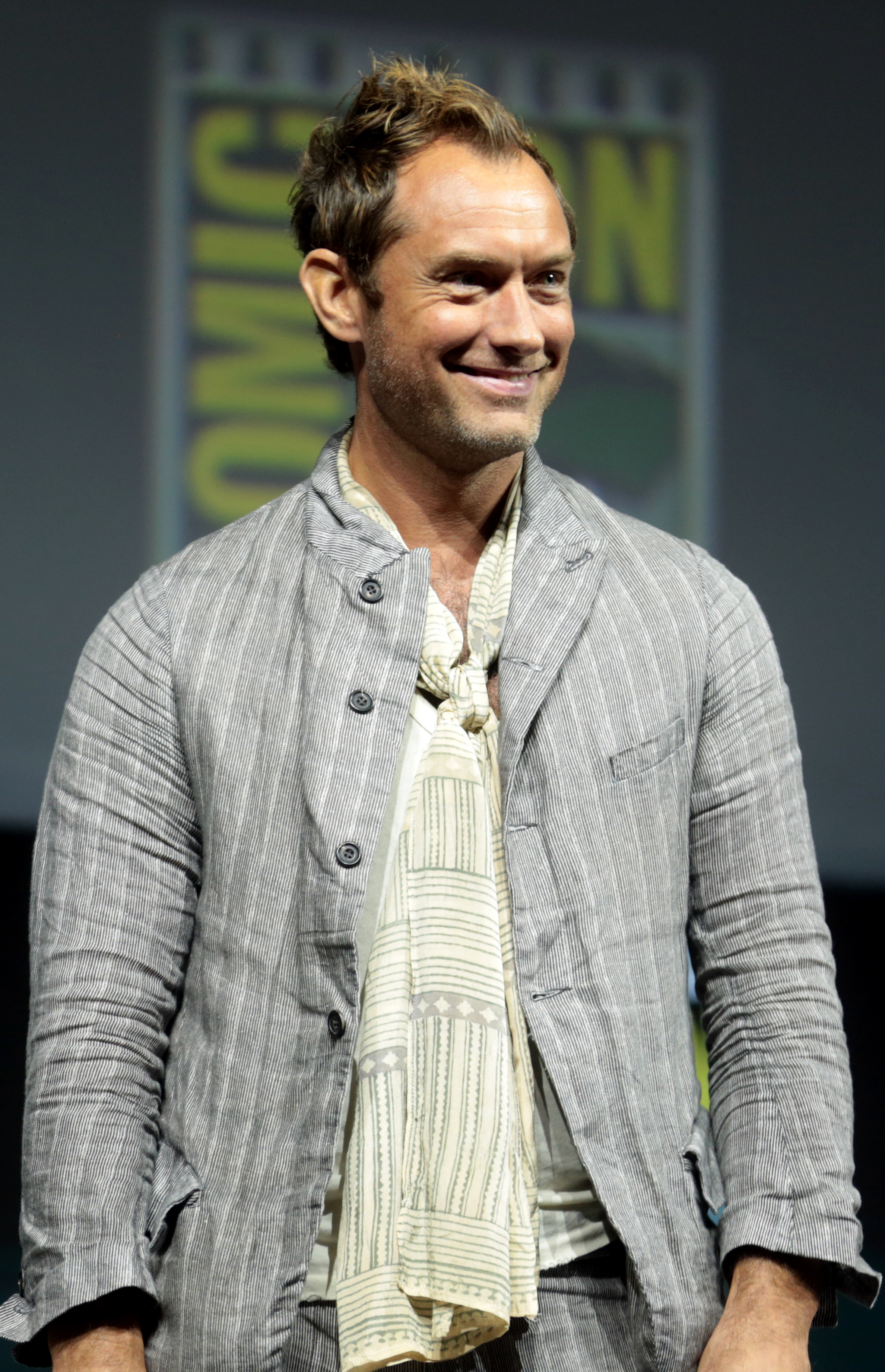
Jude Law em 2018

Em 2001, Jude protagonizou o filme Enemy at the Gates no papel do sniper russo Vasily Zaytsev e aprendeu a dançar ballet para o filme A.I. Artificial Intelligence de Steven Spielberg, onde interpretou o papel de um robot.
Em 2002, interpretou um assassino da máfia no thriller Road to Perdition do diretor Sam Mendes e protagonizado por Tom Hanks e Paul Newman. No ano seguinte, protagonizou com Nicole Kidman e Renée Zellweger o filme Cold Mountain, onde trabalhou pela segunda vez com o diretor Anthony Minghella. A ação do filme decorre na Carolina do Norte durante a Guerra de Secessão e segue a história de um soldado ferido que tenta regressar a casa. O filme foi um grande sucesso de bilheteira e entre os críticos, tendo conquistado 7 indicações para os Óscares em 2004. Jude Law foi indicado para o seu segundo Óscar, desta vez na categoria de Melhor Ator, pelo seu papel.

O ano de 2004 foi um dos mais produtivos da carreira de Jude Law: nesse ano protagonizou ou teve papéis de destaque em seis filmes. Alfie, o primeiro filme a estrear, é um remake do filme homónimo de 1966 sobre um homem que consegue conquistar mulheres com muita facilidade. Foi recebido com críticas mistas e é um dos maiores desastres de bilheteira da carreira de Jude, visto que só rendeu 35 milhões de dólares com um orçamento de 60 milhões. Sky Captain and the World of Tomorrow marcou a estreia de Jude como produtor e, foi nesse papel, que sugeriu que se utilizassem imagens de arquivo de ator Sir Laurence Olivier no filme. Assim, o ator, que tinha falecido 15 anos antes da estreia do filme, interpretou o papel de Dr.Totenkopf. Seguiram-se os filmes independentes I Heart Huckabees, uma comédia do diretor David O. Russel e Closer, um melodrama sobre as relações complicadas e interligadas de dois casais. O último, do diretor Mike Nichols, recebeu críticas positivas e foi indicado para dois Óscares. Jude participou noutro dos grandes favoritos dos Óscares desse ano, The Aviator, no papel de Errol Flynn. Antes de terminar o ano, narrou o filme Lemony Snicket's A Series of Unfortunate Events.

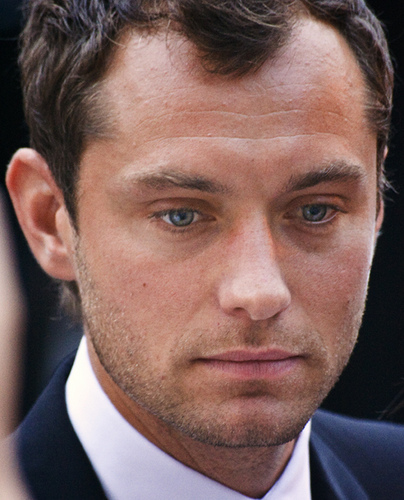
Jude Law no Festival Internacional de Cinema de Toronto em 2007.

Em 2006, interpretou o papel de pai solteiro e irmão da personagem de Kate Winslet em The Holiday, uma comédia romântica escrita, produzida e dirigida por Nancy Meyers. Depois de ter trabalhado numa série de filmes de época e de ficção científica, Jude disse que foi difícil abordar este papel mais contemporâneo e que se sentiu mais vulnerável por interpretar alguém que não tinha um sotaque ou roupas distintas. No ano seguinte, Jude recebeu a Ordre des Arts et des Lettres do Governo francês em reconhecimento do seu contributo para a arte cinematográfica.
Em 2009, Jude regressou aos palcos para interpretar o papel principal em Hamlet de William Shakespeare no Donmar Warehouse e, mais tarde, na Broadway. Apesar de o seu desempenho ter recebido críticas mistas, o ator conseguiu a sua segunda nomeação para os prêmios Tony e venceu o John and Wendy Trewin Award de Melhor Interpretação de Shakespeare do Ano.
Jude foi um de três atores a terminar o papel de Heath Ledger no filme The Imaginarium of Doctor Parnassus de Terry Gilliam em 2009. Ainda nesse ano, estreou Sherlock Holmes, uma nova e mais contemporânea interpretação do diretor Guy Ritchie das histórias do famoso detetive onde Jude interpreta o papel de Dr. Watson. Este foi o primeiro grande sucesso de Jude Law desde 2004, tanto com a crítica como com o público e é, até agora, o filme mais rentável da sua carreira com uma receita total de mais de 520 milhões de dólares. O sucesso do filme levou o estúdio a produzir uma sequela, Sherlock Holmes: A Game of Shadows, estreada em 2011. Ainda em 2011, Jude protagonizou o thriller Contagion de Steven Soderbergh e interpretou o papel de pai da personagem principal no filme infantil Hugo do diretor Martin Scorsese. No ano seguinte, interpretou a personagem de Karenin na adaptação ao cinema de Anna Karenina do diretor Joe Wright e participou no seu primeiro filme de animação, emprestando a voz à personagem Pitch em Rise of the Guardians.
Em 2013, voltou a trabalhar com Steven Soderbergh num thriller médico em Side Effects. No mesmo ano, protagonizou Dom Hemingway, uma comédia negra britânica sobre um ladrão que volta à vida do crime depois de passar 12 anos na prisão. Em 2014, interpretou um dos papéis principais em The Grand Budapest Hotel de Wes Anderson, considerado um dos melhores filmes desse ano. Em 2015, Jude contracenou com Melissa McCarthy na comédia Spy.
Em 2016, estreou na HBO a série The Young Pope, criada por Paolo Sorrentino. Esta é a primeira série que o ator protagoniza e segue a história fictícia do primeiro Papa americano. Para além de protagonizar a série, Jude também é produtor.
Em 2017, interpretou o papel de Vortigern no filme King Arthur: Legend of the Sword de Guy Richie. O filme teve críticas maioritariamente negativas.
Em abril de 2017, o diretor David Yates anunciou que Jude tinha sido escolhido para o papel de jovem Albus Dumbledore em Fantastic Beasts: The Crimes of Grindelwald, um spin-off da saga Harry Potter que estreou no ano seguinte. O ator voltou a interpretar o papel em Fantastic Beasts: The Secrets of Dumbledore em 2022. Ambos os filmes foram recebidos com críticas mistas e tiveram receitas aquém do esperado.
Em 2019 interpretou Yon-Rogg, principal vilão do filme Capitã Marvel e no ano seguinte protagonizou a minissérie The Third Day, um coprodução da HBO e da Sky Atlantic.

## Projetos futuros
Jude vai interpretar o papel de Capitão Gancho em Peter Pan & Wendy, uma adaptação em live-action do filme de animação Peter Pan da Disney que deverá ser lançada em 2022. Vai também protagonizar a série The Auteur, produzida por Taika Waititi.
Em maio de 2022, na Star Wars Celebration, foi anunciado que Jude vai protagonizar a série Star Wars: Skeleton Crew do realizadr Jon Watts. A série será transmitida na Disney + em 2023.

## Vida pessoal
O actor é pai de sete filhos com quatro mulheres diferentes.
Foi casado com a atriz e designer Sadie Frost entre 1997 e 2003 com quem teve 3 filhos: Rafferty nascido em 1997, Iris nascida em 2000 e Ruddy Law nascido em 2003. Em 2004, iniciou a relação com a atriz Sienna Miller, que durou até 2006. Em 2005, Jude viu-se envolvido num escândalo quando se descobriu que traiu Sienna com a ama dos filhos. O casal reatou a relação em 2009, mas voltou a terminar em 2011.
Em julho de 2009 foi confirmada a notícia de que Jude seria pai pela quarta vez, a mãe é a atriz e modelo Samantha Burke. No dia 22 de setembro de 2009, nasceu a quarta filha do ator, Sophia.
Em março de 2015, Jude foi pai pela quinta vez de uma menina, fruto de uma relação com Catherine Harding. O casal já estava separado quando ela nasceu. Em setembro de 2020, Law e sua segunda esposa, Phillipa Coan, anunciaram o nascimento do primeiro filho do casal, o sexto do ator.

## Filmografia

### Cinema
| Ano  | Filme                                           | Papel                              | Título em português e obs.                                                                     |
| ---- | ----------------------------------------------- | ---------------------------------- | ---------------------------------------------------------------------------------------------- |
| 1992 | The Crane                                       | Young Man                          | Curta-metragem                                                                                 |
| 1994 | Shopping                                        | Billy                              | br: Shopping: O Alvo do Crime pt: Shopping                                                     |
| 1996 | I Love You, I Love You Not                      | Ethan                              | br: Bem-Me-Quer, Mal-Me-Quer pt: Viver Sem Medo                                                |
| 1997 | Bent                                            | Stormtrooper                       | br: Bent                                                                                       |
| 1997 | Wilde                                           | Lord Alfred Douglas                | br/pt: Wilde                                                                                   |
| 1997 | Gattaca                                         | Jerome Eugene Morrow               | br: Gattaca - Experiência Genética pt: Gattaca                                                 |
| 1997 | Midnight in the Garden of Good and Evil         | Billy Carl Hanson                  | br/pt: Meia-Noite no Jardim do Bem e do Mal                                                    |
| 1998 | Music from Another Room                         | Danny                              | br: Atração Irresistível / Ouvindo a Canção                                                    |
| 1998 | Final Cut                                       | Jude                               |                                                                                                |
| 1998 | The Wisdom of Crocodiles                        | Steven Grlscz                      | pt: Lágrimas de Crocodilo                                                                      |
| 1999 | eXistenZ                                        | Ted Pikul                          | br/pt: eXistenZ                                                                                |
| 1999 | Tube Tales                                      | (diretor)                          | "A Bird in the Hand"                                                                           |
| 1999 | Presence of Mind                                | Secretary                          | br: A Outra Volta do Parafuso                                                                  |
| 1999 | The Talented Mr. Ripley                         | Dickie Greenleaf                   | br: O Talentoso Ripley pt: O Talentoso Mr. Ripley Indicado ao Oscar de Melhor Ator Coadjuvante |
| 2000 | Love, Honour and Obey                           | Jude                               |                                                                                                |
| 2000 | Happy M'Gee                                     | Tony M'Gee                         | Curta-metragem                                                                                 |
| 2001 | Enemy at the Gates                              | Vasily Zaytsev                     | br: Círculo de Fogo pt: Inimigo às Portas                                                      |
| 2001 | A.I. Artificial Intelligence                    | Gigolo Joe                         | br/pt: A.I. Inteligência Artificial                                                            |
| 2002 | Road to Perdition                               | Harlen Maguire                     | br: Estrada Para Perdição pt: Caminho para Perdição                                            |
| 2003 | Cold Mountain                                   | W.P. Inman                         | br/pt: Cold Mountain Indicado ao Oscar de Melhor Ator                                          |
| 2004 | I Heart Huckabees                               | Brad Stand                         | br: Huckabees - A Vida é uma Comédia pt: Os Psico-Detectives                                   |
| 2004 | Alfie                                           | Alfie                              | br: Alfie - O Sedutor pt: Alfie e as Mulheres                                                  |
| 2004 | Closer                                          | Dan                                | br: Closer - Perto Demais pt: Perto Demais                                                     |
| 2004 | The Aviator                                     | Errol Flynn                        | br/pt: O Aviador                                                                               |
| 2004 | Sky Captain and the World of Tomorrow           | Sky Captain / Joseph Sullivan      | br: Capitão Sky e o Mundo de Amanhã pt: Sky Captain e o Mundo de Amanhã                        |
| 2004 | Lemony Snicket's A Series of Unfortunate Events | Lemony Snicket                     | br: Desventuras em Série pt: Lemony Snicket's: Uma Série de Desgraças                          |
| 2006 | All the King's Men                              | Jack Burden                        | br: A Grande Ilusão pt: O Caminho do Poder                                                     |
| 2006 | Breaking & Entering                             | Will Francis                       | br: Invasão de Domicílio pt: Assalto e Intromissão                                             |
| 2006 | The Holiday                                     | Graham                             | br/pt: O Amor não Tira Férias                                                                  |
| 2007 | My Blueberry Nights                             | Jeremy                             | br: Um Beijo Roubado pt: My Blueberry Nights - O Sabor do Amor                                 |
| 2007 | Sleuth                                          | Milo                               | br: Um Jogo de Vida ou Morte pt: Autópsia de Um Crime                                          |
| 2009 | Rage                                            | Minx                               |                                                                                                |
| 2009 | The Imaginarium of Doctor Parnassus             | Tony (2ª transformação)            | br: O Mundo Imaginário do Dr. Parnassus pt: Parnassus - O Homem Que Queria Enganar o Diabo     |
| 2009 | Sherlock Holmes                                 | Dr. Watson                         | br/pt: Sherlock Holmes                                                                         |
| 2010 | Repo Men                                        | Remy                               | br: Repo Men: O Resgate de Órgãos pt: Repo Men: Os Cobradores                                  |
| 2011 | Contagion                                       | Alan Krumwiede                     | pt/br: Contágio                                                                                |
| 2011 | Hugo                                            | Hugo's Father                      | br: A Invenção de Hugo Cabret pt: A Invenção de Hugo                                           |
| 2011 | Sherlock Holmes: A Game of Shadows              | Dr. Watson                         | br: Sherlock Holmes: O Jogo de Sombras pt: Sherlock Holmes: Jogo de Sombras                    |
| 2012 | 360                                             | Michael Daly                       | br/pt: 360                                                                                     |
| 2012 | Anna Karenina                                   | Conde Alexei Alexandrovich Karenin | br/pt: Anna Karenina                                                                           |
| 2012 | Rise of the Guardians                           | Pitch the Bogeyman                 | br/pt: A Origem dos Guardiões                                                                  |
| 2013 | Side Effects                                    | Dr. Jonathan Banks                 | br: Terapia de Risco pt: Efeitos Secundários                                                   |
| 2013 | Dom Hemingway                                   | Dom Hemingway                      | br: A Recompensa pt: Dom Hemingway                                                             |
| 2014 | The Grand Budapest Hotel                        | Young Author                       | br: O Grande Hotel Budapeste pt: Grand Budapest Hotel                                          |
| 2014 | Black Sea                                       | Captain Robinson                   | br/pt: Mar Negro                                                                               |
| 2015 | Spy                                             | Bradley Fine                       | br: A Espiã Que Sabia de Menos pt: Spy                                                         |
| 2016 | Genius                                          | Thomas Wolfe                       | br: O Mestre dos Gênios pt: Um Editor de Génios                                                |
| 2017 | King Arthur: Legend of the Sword                | Voltigern                          | br/pt: Rei Artur: A Lenda da Espada                                                            |
| 2018 | Fantastic Beasts: The Crimes of Grindelwald     | Albus Dumbledore                   | br/pt: Animais Fantásticos: Os Crimes de Grindelwald                                           |
| 2018 | A Rainy Day in New York                         | TBA                                |                                                                                                |
| 2019 | Captain Marvel                                  | Yon-Rogg                           | br/pt: Capitã Marvel                                                                           |
| 2020 | The Nest                                        | Rory                               | pt: O Ninho                                                                                    |
| 2022 | Fantastic Beasts: The Secrets of Dumbledore     | Albus Dumbledore                   | br/pt: Animais Fantásticos: Os Segredos de Dumbledore                                          |
| 2022 | Sherlock Holmes 3                               | Dr. Watson                         |                                                                                                |

### Televisão
| Ano       | Título                           | Papel                      | Notas                           |
| --------- | -------------------------------- | -------------------------- | ------------------------------- |
| 1989      | The Tailor of Gloucester         | Sam, Mayor's Stableboy     | Telefilme                       |
| 1990      | Families                         | Nathan Thompson            |                                 |
| 1991      | The Case-Book of Sherlock Holmes | Joe Barnes                 | Episódio: "Shoscombe Old Place" |
| 1993      | The Marshal                      | Bruno                      |                                 |
| 2004-2010 | Saturday Night Live              | Ele próprio (apresentador) | 2 episódios                     |
| 2015      | Toast of London                  | Ele próprio                | Episódio: "Global Warming"      |
| 2016      | The Young Pope                   | Papa Pio XIII              | 10 episódios                    |
| 2020      | The New Pope                     | Papa Pio XIII              | 9 episódios                     |
| 2020      | The Third Day                    | Sam                        | 5 episódios                     |
| 2023      | What If...?                      | Yon-Rogg (voz)             | 1 episódio                      |
| 2024      | Star Wars: Skeleton Crew         | Jod Na Nawood              | 8 episódios                     |

## Teatro
| Ano       | Título                                       | Papel           | Local/ Notas |
| --------- | -------------------------------------------- | --------------- | --- |
| 1987      | Bodywork                                     | Adrenalin       | Northcott Theatre, Exeter (The Exeter Festival) Festival Fringe                                                                                                |
| 1988      | The Ragged Child                             | Vários papéis   | Sadler's Wells Theatre Northcott Theatre, Exeter |
| 1988      | The Little Rats                              | Vários papéis   | George Square Theatre (Festival Internacional de Edimburgo) Teatro Nacional do Norte da Grécia, Thessaloniki Casa da Ópera (Teatro Municipal), Piraeus         |
| 1989      | Joseph and the Amazing Technicolor Dreamcoat | José            | Herriot Hall (Festival Fringe) |
| 1989      | The Caucasian Chalk Circle                   |                 | Festival Fringe |
| 1990      | Captain Stirrick                             | Ned Stirrick    | George Square Theatre, Festival Fringe |
| 1992      | The Fastest Clock in the Universe            | Foxtrot Darling | Hampstead Theatre, Londres |
| 1992      | Pygmalion                                    | Freddie         | Digressão pela Itália |
| 1993      | The Snow Orchid                              | Blaise          | Gate Theatre, Londres |
| 1993      | Live Like Pigs                               | Col             | Royal Court Theatre, Londres |
| 1993      | Death of a Salesman                          | Happy           | West Yorkshire Playhouse, Leeds |
| 1994      | Les Parents terribles                        | Michael         | National Theatre, Londres Nomeação Laurence Olivier Award - Melhor Ator Estreante                                                                              |
| 1995      | Indiscretions                                | Michael         | Ethel Barrymore Theatre, Broadway, Nova Iorque Nomeação Tony Awards - Melhor Ator Numa Peça                                                                    |
| 1995      | Ion                                          | Ion             | The Pit at Barbican Arts Centre, Londres Ian Charleston Award - 3º Lugar                                                                                       |
| 1999      | Tis Pity She's a Whore                       | Giovanni        | Young Vic Theatre, Londres Ian Charleston Award - Vencedor |
| 2002      | Doctor Faustus                               | Doctor Faustus  | Young Vic Theatre, Londres |
| 2009      | Hamlet                                       | Hamlet          | Donmar Warehouse, Londres Broadhurst Theatre, Nova Iorque Nomeação Laurence Olivier Award - Melhor Ator Numa Peça Nomeação Tony Awards - Melhor Ator Numa Peça |
| 2011      | Anna Christie                                | Mat Burke       | Donmar Warehouse, Londres Nomeação Laurence Olivier Award - Melhor Ator Numa Peça                                                                              |
| 2013-2014 | Henry V                                      | Henry V         | Noël Coward Theatre, Londres |
| 2015      | The Vote                                     |                 | Donmar Warehouse, Londres |
| 2017      | Obsession                                    | Gino            | Barbican Theatre, Londres |

## Principais prêmios e nomeações
- Recebeu uma indicação ao Oscar de Melhor Ator, por "Cold Mountain" (2003).
- Recebeu uma indicação ao Oscar de Melhor Ator Coadjuvante, por "O Talentoso Ripley" (1999).
- Recebeu uma indicação ao Globo de Ouro de Melhor Ator - Drama, por "Cold Mountain" (2003).
- Recebeu duas indicações ao Globo de Ouro, na categoria de Melhor Ator Coadjuvante, por suas atuações em "O Talentoso Ripley" (2000) e "A.I. - Inteligência Artificial" (2001).
- Recebeu uma indicação ao BAFTA de Melhor Ator, por "Cold Mountain" (2003).
- Venceu o BAFTA de Melhor Ator Coadjuvante, por "O Talentoso Ripley" (1999).
- Ganhou em 2010 um César Honorário (Conjunto da Obra)
- Recebeu uma indicação ao MTV Movie Awards de Melhor Performance Musical, por "O Talentoso Ripley" (1999).
- Recebeu duas indicações ao MTV Movie Awards de Melhor Beijo, por "Capitão Sky e o Mundo do Amanhã" (2004) e "O Amor Não Tira Férias" (2006).